# Верный (Жлобинский район)
Верный (бел. Верны) — посёлок в Пиревичском сельсовете Жлобинского района Гомельской области Белоруссии.
На западе граничит с лесом.

## География

### Расположение
В 11 км на юго-восток от Жлобина, 2 км от железнодорожной станции Салтановка (на линии Жлобин — Гомель), 102 км от Гомеля.

## Транспортная сеть
Транспортные связи по просёлочной, а затем автомобильной дороге Бобруйск — Гомель. Планировка состоит из короткой прямолинейной улицы, близкой к меридиональной ориентации и застроенной двусторонне, редко, деревянными усадьбами.

## История
Основана в начале XX века переселенцами из соседних деревень. В 1930 году жители вступили в колхоз. Во время Великой Отечественной войны оккупанты 27 сентября 1943 года расстреляли 56 жителей (похоронены в могиле жертв фашизма на восточной окраине). 48 жителей погибли на фронтах. В составе совхоза «Пиревичский» (центр — деревня Пиревичи).

## Население

### Численность
- 2004 год — 10 хозяйств, 16 жителей.

### Динамика
- 1925 год — 14 дворов.
- 1940 год — 34 двора, 115 жителей.
- 2004 год — 10 хозяйств, 16 жителей.